# Matthias von Janov
Matthias von Janov  (tschechisch Matěj z Janova; * zwischen 1350 und 1355 in Janov; † 30. November 1393 in Prag) war tschechischer Priester, Schriftsteller, Philosoph und Reformator.

## Leben
Der Sohn des Ritters Wenzel von Janov und Schüler von Johann Militsch von Kremsier, den er später in Život ctihodného kněze Milíče ehrte, studierte mit Unterstützung seines Landsmanns Vojtěch Raňkov z Ježova zunächst in Prag, von 1373 an der Sorbonne, wo er die Prüfung zum Meister der Freien Künste ablegte. Matthias widmete sich der Theologie, promovierte 1380, besuchte 1381 Papst Urban VI. in Rom und bat um ein Prebend. Über Nürnberg kehrte er als pauper philosophans nach Prag zurück und wurde durch Erzbischof Johann von Jenstein zum Domherrn des Prager Kapitels und Beichtvater im Veitsdom ernannt. Später erhielt er ein Renten-Prebend in Neudorf b. Rischkau, lebte jedoch weiter in Prag und widmete sich dem Bibelstudium und der Literatur. Seine Predigten hielt er in lateinischer Sprache ab. In ihnen warnte er vor der Verehrung von Bildern und Heiligen und forderte die Gläubigen auf, möglichst täglich das Abendmahl einzunehmen. Er befürwortete auch die Einnahme durch Laien. Seine Ansichten führten schließlich zu Konflikten mit dem Prager Konsistorium. 1388 wurde er an die Provinzpfarre Michelsdorf versetzt.

„Wie andere Reliquien bei sich getragen und Gebeine der Heiligen, so habe ich meine Bibel mit mir getragen auf allen Wegen und Stegen.“

## Werk
Matthias schrieb eine Reihe lateinischer Schriften, die er 1392 in einem fünfbändigen Werk veröffentlichte, über das Palacky sagte: „Es ist ein wertvolles Werk und gehört zu den besten Schriften, die aus einer böhmischen Feder seit Jahrhunderten geschrieben wurde…“. Allerdings war das Werk kurze Zeit später in Vergessenheit geraten, da es für die Katholiken in seinen Grundsätzen zu weit ging und den Reformatoren nicht weit genug. Dabei ging es Matthias nicht um die Trennung von der katholischen Kirche. Er suchte nach einem neuen Weg zum ursprünglichen Glauben Christi und seiner Apostel, teilt es in zwölf Regeln ein, von dem das erste und Wichtigste sagt, dass nur Jesus Christus die Norm sei, die Messlatte des christlichen Lebens. Seine Widersacher brachten ihn schließlich dazu, dass er 1389 und nochmals später vor das erzbischöfliche Gericht erscheinen musste, sich dem Verdacht der Ketzerei stellen muss und schließlich einige seiner Ansichten widerrief.

## Werke
- Regulae veteris et novi testamenti (5 Bände, 1387), die auch als erste theoretische, theologische und radikale Werke der böhmischen Reformation gesehen werden, auf die später die Vertreter der Hussiten aufbauen, so z. B. Jakobellus von Mies.
- Kázání
- Tractatus de praecepti Domini
- Super passione Cristi
- De decem preceptis
- Život ctihodného kněze Milíče